# Kinder Joy
Kinder Joy est une marque commercialisée par la marque Ferrero comprenant une friandise en chocolat et un jouet ou une figurine.

## Historique
Comprenant une friandise en chocolat et un jouet ou une figurine emballés dans une coquille en plastique, la marque Kinder Joy est commercialisée la première fois en Italie en 2001 sous le nom Kinder Merendero, elle est lancée comme édition limitée au Royaume-Uni en 2015,. Le but était de proposer une alternative aux Kinder Surprise pendant les mois d'été, ces derniers étant composés d'une enveloppe en chocolat.
La marque est lancée en 2018 aux États-Unis comme alternative au Kinder Surprise, interdit dans le pays.